# Российская академия народного хозяйства и государственной службы
Росси́йская акаде́мия наро́дного хозя́йства и госуда́рственной слу́жбы при Президенте Росси́йской Федера́ции (РАНХиГС, Президентская академия) — российское высшее учебное заведение, занимающееся подготовкой специалистов социально-экономической и гуманитарной направленности, а также подготовкой и переподготовкой специалистов высшего управленческого уровня.
РАНХиГС имеет 47 филиалов, в составе академии функционируют 12 институтов, 10 учебных центров и 65 научных центров. 
Образована в 2010 году путём реорганизации Академии народного хозяйства при Правительстве Российской Федерации в форме присоединения к ней Российской академии государственной службы при Президенте Российской Федерации, а также 12 других федеральных государственных образовательных учреждений.

## История

### СССР
В 1921 году за подписью В. И. Ленина выходит постановление Совета народных комиссаров РСФСР о создании в Москве и Петрограде институтов красной профессуры «для преподавания в высших школах Республики теоретической экономии, исторического материализма, развития общественных форм, новейшей истории и советского строительства». В 1938 году на базе институтов красной профессуры создаётся единая Высшая школа марксизма‑ленинизма при ЦК ВКП(б). Здесь готовят партийных и советских руководителей. В 1946 году Школа марксизма‑ленинизма при ЦК ВКП(б) становится Академией общественных наук.
В 1970 году при Государственном комитете Совета Министров СССР по науке и технике был создан Институт управления народным хозяйством (ИУНХ) ключевой площадкой для повышения квалификации руководящих работников народного хозяйства. В 1977 году Институт превращается в Академию народного хозяйства при Совете Министров СССР. В 1978 году на базе Академии общественных наук и Высшей партийной школы создаётся Академия общественных наук при ЦК КПСС. Начинается строительство комплекса зданий Академии на проспекте Вернадского в Москве.
В 1988 году в Академии народного хозяйства создана первая школа бизнеса в СССР — «Высшая школа международного бизнеса». В 1990 году в составе Академии возникает Институт экономической политики, который возглавляет Егор Гайдар. В 1991 году выходит распоряжение Президента России Бориса Ельцина, преобразующее Академию общественных наук в Российскую академию управления (РАУ).
Большой вклад в развитие Академии народного хозяйства внёс её первый ректор — Н. В. Мельников, приглашавший на чтение периодических и единичных лекций людей с широким кругозором. Он проявлял заботу о жизненных удобствах слушателей учебного заведения, касавшихся проживания в общежитиях, питания в столовой и посещения медицинского пункта. Мельников принимал непосредственное участие в разработке общего плана здания Академии народного хозяйства: расположение учебных аудиторий, лабораторий, большого читального зала библиотеки, большого актового зала.
В советское время Академия народного хозяйства при Совете Министров СССР была призвана заниматься переподготовкой и повышением квалификации руководящих кадров для успешного решения вопросов, связанных с социально-экономическим развитием народного хозяйства, а также проводить научно-исследовательскую работу по разработке теоретико-методологических вопросов совершенствования управления, ценообразования, планирования, социального развития, финансово-кредитных отношений, хозяйственного механизма, материально-технического обеспечения, договорно-правовой работы и организации и стимулирования труда. В Академии народного хозяйства проводилась подготовка научных и научно-педагогических кадров в области экономики и управления, имеющих высшую квалификацию. Академия народного хозяйства занималась научно-методическим руководством и оказанием помощи основным отраслевым и межотраслевым институтам, производящим подготовку и повышение квалификации руководящих кадров, а также обучением их профессорско-преподавательского состава, оказывала содействие министерствам и ведомствам по вопроса экономического обучения руководителей. Академия народного хозяйства занималась изучением, обобщением и анализом передового опыта управления в СССР и за рубежом, использованием экономических методов хозяйствования, а также ведущих методов и форм обучения.
В это время слушателями Академии народного хозяйства были руководители и ведущие специалисты центральных и республиканских, отраслевых и территориальных органов управления, а также начальники крупных объединений, предприятий и организаций. Кроме того в Академии народного хозяйства было предусмотрено обучение иностранных руководителей и специалистов. Срок обучения составлял от 3 месяцев до 2 лет.
В 1988 году в составе Академии народного хозяйства была создана Высшая коммерческая школа, которая, являясь учебным заведением, получила право осуществлять свою деятельность как на окупаемости государственного заказа, так и посредством окупаемости затрат.

### Россия
В 1992 году Академия народного хозяйства (уже при Правительстве РФ) выступает инициатором разработки российских стандартов МВА.
В 1999 году Академия первой среди вузов России начинает готовить слушателей по программе «Мастер делового администрирования» — МВА, а в 2001 году (также первой в России) запускает программу экономического послевузовского образования DBA (Doctor of Business Administration («Доктор делового администрирования»).
20 сентября 2010 года указом Президента Российской Федерации через объединение Академии народного хозяйства при Правительстве Российской Федерации, Российской академии государственной службы при Президенте РФ, а также 12 региональных академий госслужбы, создаётся Российская Академия народного хозяйства и госслужбы — РАНХиГС. Спустя три дня, 23 сентября 2010 года, Владимир Мау становится ректором Академии:
- Волго-Вятской академии государственной службы,
- Волгоградской академии государственной службы,
- Дальневосточной академии государственной службы,
- Орловской региональной академии государственной службы,
- Поволжской академии государственной службы имени П. А. Столыпина,
- Северо-Западной академии государственной службы,
- Северо-Кавказской академии государственной службы,
- Сибирской академии государственной службы,
- Уральской академии государственной службы,
- Московской академии государственного и муниципального управления,
- Института повышения квалификации государственных служащих,
- Приморского института государственного и муниципального управления.

В 2011 году РАНХиГС становится соорганизатором Стратегии социально‑экономического развития России до 2020 года.
В 2014 переподготовку в Академии проходят 9000 госслужащих Республики Крым и Севастополя, вошедших в состав России.
В 2017 году Правительство РФ разрешает РАНХиГС самостоятельно присуждать учёные степени.
В декабре 2021 году РАНХиГС стала одним из восьми гражданских вузов, на базе которых в рамках указания Президента Российской Федерации Владимира Путина создаются военные учебные центры
В марте 2022 года в академию поступил документ от Генеральной прокуратуры РФ, в котором один из факультетов, Liberal Arts, обвинялся в «разрушении традиционных ценностей». C 1 июля 2022 года этот факультет был закрыт, было заявлено, что с нового года набор на программы Liberal Arts больше не будет осуществляться. 1 декабря 2022 году премьер-министр РФ Михаил Мишустин утвердил программу развития РАНХиГС до 2030 года. 21 декабря 2022 года была утверждена программа Минобрнауки России «Приоритет 2030», в рамках которой на базе Академии начинает работу Центр стратегического консалтинга.
23 января 2023 года Владимир Мау был освобождён от должности ректора по собственному желанию в связи с состоянием здоровья. На должность и. о. ректора РАНХиГС был назначен Алексей Комиссаров. 13 июля 2023 года он был утверждён в должности ректора.

## Структура
В экосистему РАНХиГС входят: лицей, система СПО в кампусах Академии по России, институты, специализирующиеся на отдельных направлениях общественных наук, и филиалы в России .
- Институт государственной службы и управления (ИГСУ) — формирует новую генерацию управленцев России, инновационный образовательный центр. Входит в экосистему Академии с 1994 года
- Институт общественных наук (ИОН) — одно из самых инновационных и быстроразвивающихся подразделений Академии. Входит в экосистему РАНХиГС с 2009 года
- Институт управления (ИУ) — входит в экосистему Президентской академии с 2025 года
- Институт бизнеса и делового администрирования (ИБДА) — бизнес-школа с реализацией программы MBA. Входит в экосистему Президентской академии с 2025 года
- Институт права и национальной безопасности (ИПНБ) — готовит специалистов в сфере юриспруденции, таможенного дела и национальной безопасности. Входит в экосистему Академии с 1996 года
- Институт экономики, математики и информационных технологий — первый Институт в России, разработавший и реализующий программы высшего образования полностью в онлайн-формате . Партнёром ЭМИТ по онлайн-программам бакалавриата и магистратуры выступает образовательная платформа Skillbox.
- Институт «Высшая школа государственного управления» (ВШГУ) — обеспечивает подготовку, переподготовку и повышение квалификации управленческих кадров для системы государственного управления, формирует и развивает кадровые резервы всех уровне. Подразделение входит в экосистему Президентской академии с 2013 года В РАНХиГС создан Центр подготовки руководителей и команд цифровой трансформации, целью которого стала подготовка руководителей цифровой трансформации в государственном секторе[20]
- Общеакадемический факультет
- РЕСУРС России — с 2023 года

### Филиалы
По состоянию на 2025 год, Президентская академия представлена 46 филиалами по всей России  Все филиалы Академии осуществляют обучение на единой образовательной платформе.
Крупнейшими по числу студентов (более 4000) являются филиалы:
- Сибирский институт управления[21];
- Северо-Западный институт управления[22];
- Поволжский институт управления имени П. А. Столыпина[23];
- Южно-Российский институт управления[24];
- Нижегородский институт управления[25].

Помимо этого в состав академии в качестве филиала входит учреждение среднего профессионального образования — Красноармейский автомобилестроительный колледж.

### Лицей
В состав РАНХиГС также входит Лицей Президентской академии с углубленным изучением социальных, гуманитарных наук и иностранных языков, созданный 24 марта 2016 года.. Лицей оборудован пятью современными аудиториями и уникальной естественнонаучной аудиторией с собственной лабораторией. 
Научный руководитель Лицея — Молев Антон Ильич. Депутат Московской городской Думы (2014—2019), возглавляет Комиссию по образованию. Преподаватель истории и обществознания, победитель конкурса профессионального мастерства «Учитель года Москвы — 2011» и «Учитель года России — 2011». Кандидат философских наук. Директор Лицея — Подковыркина Жанна Валерьевна. В 2014 году заняла 3 место во Всероссийском конкурсе «Директор школы». Удостоена званий «Почетный работник общего образования Российской Федерации», «Почётный учитель Кузбасса», награждена медалью «За служение Кузбассу».

## Ректоры
Академия народного хозяйства при Совете Министров СССР
- 1977—1980 — доктор технических наук, академик АН СССР, заслуженный деятель науки и техники РСФСР Николай Мельников, Герой Социалистического Труда[28]
- 1981—1986 — доктор геолого-минералогических наук, профессор, академик РАН Евгений Сергеев
- 1986—1989 — доктор экономических наук, профессор Евгений Смирницкий[29][30]
- 1989—1992 — доктор экономических наук, профессор, академик РАН Абел Аганбегян[31]

Академия народного хозяйства при Правительстве Российской Федерации
- 1992—2002 — доктор экономических наук, профессор, академик РАН Абел Аганбегян
- 2002—2010 — доктор экономических наук, профессор, заслуженный экономист Российской Федерации Владимир Мау

Российская академия народного хозяйства и государственной службы при Президенте Российской Федерации
- 2010—2023 — доктор экономических наук, профессор, заслуженный экономист Российской Федерации Владимир Мау
- С 2023 — кандидат экономических наук Алексей Комиссаров

## Деятельность

### Научная
В 1990 году создан издательский дом «Дело», специализирующийся на выпуске научной и учебной литературы по экономике, социологии, политологии, юриспруденции, государственному управлению, истории, философии и культуре.
В РАНХиГС работает Научная библиотека, которая предоставляет доступ к более чем 1 миллиону бумажных книг и к фонду редких книг, начиная с XVIII века. 
Президентская академия — учредитель и соучредитель 30 ведущих научных периодических изданий, которые индексируются в ведущих мировых информационных базах данных. 21 издание включено в Перечень рекомендованных изданий ВАК. 
В Президентской академии ежегодно проходит одно из крупнейших ежегодных научных событий (международного уровня) в России в области экономики — «Гайдаровский форум».

### Образовательная

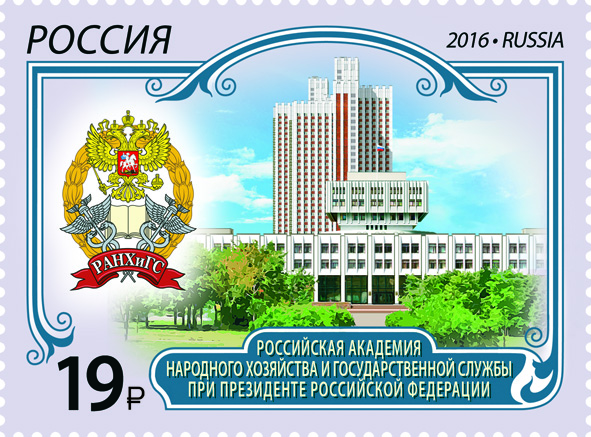
Почтовая марка России, посвящённая РАНХиГС

В академии ведётся подготовка в области управления и экономики по программам высшего (бакалавр, специалист и магистр, а также магистр делового администрирования с присвоением квалификации на базе высшего образования) и последипломного (аспирантура, докторантура) образования. Кроме того проводится профессиональная переподготовка и повышение квалификации.
По данным мониторинга Министерства образования и науки Российской Федерации 2016 года в академии высшее образование получало 17 412 студентов в головном вузе и более 96 000 суммарно с учётом филиалов. Очное обучение в головном вузе проходило 12 243 студента. Суммарно более половины студентов обучались очно-заочно либо заочно — более 56 000 студентов. Известные преподаватели — в категории «Преподаватели Российской академии народного хозяйства и государственной службы».
В связи с распространением пандемии коронавируса Академия перевела защиту кандидатских и докторских диссертаций в удаленный интерактивный режим. Впервые формат онлайн-защиты диссертации применили в Академии 22 мая.
В 2023 году в Академии получали высшее образование 28 516 человек, РАНХиГС заняла десятое место в рейтинге крупнейших вузов России по количеству студентов.

### Общественная
Академия ежегодно проводит международные летние школы для школьников, аспирантов и молодых учёных.

## Библиотека
Библиотечная система РАНХиГС сложилась на основе книжных фондов учреждений, общественных организаций, а также книжных собраний частных лиц, которые были изъяты в первые годы советской власти, книг, имевшихся в библиотеках курсов партийных пропагандистов областных комитетов и Центрального комитета ВКП(б) и школ советской и партийной работы, а также библиотечных фондов Академии общественных наук при ЦК КПСС.
В книгохранилищах РАНХиГС находятся:
- Библиотека Московского купеческого собрания (52 тысячи книг, включая около 14 тысяч иностранных)
- Книжное собрание учёного-библиографа и собирателя русской периодической печати XVIII—XIX веков Е. И. Якушкина и его сына, историка В. Е. Якушкина (до 30 тысяч экземпляров). Собрание является почти универсальным, поскольку охватывает все периодические издания России XVIII века: научные журналы — издававшиеся Г. Ф. Миллером («Месячные исторические, генеалогические и географические Примечания в Ведомостях»), и сатирические — выпускавшиеся императрицей Екатериной II («Всякая всячина»), Н. М. Карамзиным («Московский журнал»), И. А. Крыловым («Зритель»), Н. И. Новиковым («Живописец»), Д. И. Фонвизиным, М. Д. Чулковым («И то и сё»), Ф. А. Эмином («Адская почта») и масонские журналы. А также в собрание вошли полные комплекты всех издававшихся российских журналов XIX и начала XX века.
- Библиотека Московского городского народного университета А. Л. Шанявского, в которой были собраны книги по всем отраслям преподавания начала XX века.

Бывший главный государственный архивист России историк Р. Г. Пихоя отмечал:
Благодаря особому статусу в системе партийного образования в библиотеке академии сохранилась едва ли не лучшая в Москве коллекция периодики, малотиражных и уникальных изданий, статистических и иных публикаций партийного происхождения 1920-х—1930-х годов. […] Обращает на себя внимание тот факт, что в библиотеке сохранились и публикации т. н. «врагов народа», которые были в 1930—1950-е годах исключены из библиотек. Благодаря этому обстоятельству научная библиотека РАНХиГС входит в число четырёх крупнейших библиотек Москвы, содержащих разнообразную и отличающуюся едва ли не максимальной полнотой коллекцию изданий по России XX века (наряду с Российской государственной библиотекой, ИНИОН и Российской исторической библиотекой).

## Оценки

### Репутация и рейтинги
По оценке ТАСС и РИА Новости РАНХиГС является крупнейшим в России и Европе университетом социально-экономического и гуманитарного профиля, а также одним из ведущих вузов РФ.
РАНХиГС вошла в топ-5 экономических вузов России по данным «Эксперт РА». Результаты рейтингов репутации вузов по укрупненным направлениям: в сфере «Экономика и управление» — 5-е место в 2016 г., в сфере «Гуманитарные и социальные направления» — 9-е место.
РАНХиГС стала лидером рейтинга интернет-портала Superjob по заработным платам выпускников российских вузов в 2015—2016 гг. (1-е место).
РАНХиГС вошла в топ-10 национальных университетов (8-е место) в Национальном рейтинге университетов — специальный проект медиагруппы «Интерфакc» и радиостанции «Эхо Москвы».
В 2013 году РАНХиГС вступает в Ассоциацию ведущих университетов России. 100 выпускников РАНХиГС входят в рейтинг «ТОП‑1000 российских менеджеров» Ассоциации менеджеров России. Академия первой среди российских вузов становится членом ассоциации Network of Schools of Public Policy, Affairs and Administration (NASPAA).
В 2016 году РАНХиГС вошла в число 20 лучших вузов страны в рейтинге «Эксперт РА» (12-е место).
Согласно опросам выпускников бизнес-школ, проведённом порталами «MBA в Москве и России» и Job.ru, РАНХиГС возглавила «Народный рейтинг бизнес-школ» (1 место).
В 2016 году Президентская академия возглавляет Народный рейтинг бизнес‑школ России и рейтинг медиаактивности российских вузов. Восемь программ РАНХиГС входят в международный рейтинг Eduniversal. Президентская академия входит в ТОП‑5 экономических вузов России по данным «Эксперт РА» и в ТОП‑5 Рейтинга востребованности вузов РФ (МИА «Россия сегодня»).
В 2016 году 58 выпускников Президентской академии вошли в XVII рейтинг «Топ-1000 российских менеджеров».
В 2016 году Президентская академия получила статус Авторизованного экзаменационного центра Департамента экзаменов Кембриджского университета — Cambridge English Language Assessment. В международном реестре Академии присвоен собственный номер: RU181. Таким образом, Кембриджский университет делегировал РАНХиГС право проводить экзамены и подготовку к ним, а также присуждать семь международных сертификатов по английскому языку. Статус Центра сертификации является международным признанием высокого качества преподавания английского языка.
В 2017 году РАНХиГС появляется в списке 90 лучших вузов стран БРИКС.
В 2017 году программы Академии входят в ТОП‑100 мирового рейтинга бизнес‑образования Financial Times.
В 2018 году РАНХиГС вошла в число 10 лучших вузов России в рейтинге, составленным студентами «Типичный абитуриент» (5-е место).
В 2018 году РАНХиГС заняла второе место в списке 100 лучших вузов России по версии журнала «Forbes».
В 2018 году 11 выпускников Академии входят в состав нового Правительства России.
16 января 2019 г. на Гайдаровском форуме были представлены результаты первого рейтинга российских университетов, которые реализуют программы государственного и муниципального управления. Первое место в рейтинге заняла Российская академия народного хозяйства и государственной службы при Президенте РФ (РАНХиГС), второе место и третье места — Высшая школа экономики (НИУ ВШЭ) и Финансовый университет при правительстве РФ.
В 2022 году академия вошла в Международный рейтинг «Три миссии университета», где заняла позицию в диапазоне 351—400
.
Также в 2022 году заняла 10 место в рейтинге RAEX «100 лучших вузов России» и 2 место в рейтинге влиятельности вузов России (RAEX).
В 2022 году Институт бизнеса и делового администрирования РАНХиГС входит в число 30 ведущих европейских бизнес-школ по версии Financial Times. 
В 2022 году университет занял 2 место в рейтинге лучших российских вузов по востребованности студентов по версии HeadHunter.

### Критика
По данным сетевого сообщества «Диссернет», РАНХиГС занимает одно из первых мест в «Диссеропедии российских вузов» по количеству участия сотрудников в защитах диссертаций, содержащим большое количество плагиата, а также по числу защит таких диссертаций, прошедших в диссертационных советах высшего учебного заведения, — особенно по экономическим и юридическим наукам.